# Parafia Miłosierdzia Bożego w Sokołowie Podlaskim
Parafia pw. Miłosierdzia Bożego w Sokołowie Podlaskim – rzymskokatolicka parafia należąca do dekanatu sokołowskiego, diecezji drohiczyńskiej, metropolii białostockiej.

## Zasięg parafii

### Miejscowości i ulice
W granicach parafii znajdują się miejscowości:

- Budy Kupientyńskie,
- Kolonia Nowa Wieś
- Nowa Wieś,
- Przeździatka-Kolonia,
- Przywózki,
- Ząbków
- Ząbków Kolonie

oraz ulice Sokołowa Podlaskiego:

- Aleja 550-lecia,
- Błękitna,
- Boczna,
- Fabryczna,
- Jasna,
- Kochanowskiego,
- Korczaka,
- ks. Bosko (od torów kolejowych),
- Letnia,
- Lipowa (do torów kolejowych),
- Miła,
- Okrężna,
- Oleksiaka-Wichury,
- Parkowa,
- Pastelowa,
- Perłowa,
- Platynowa,
- Pogodna,
- Radosna,
- Reja,
- Relaks,
- Reymonta,
- Spokojna,
- św. Rocha,
- Tartaczna,
- Ustronna,
- Wesoła,
- Węgrowska,
- Wiejska,
- Zacisze,
- Złota,
- Żołnierzy Niezłomnych

## Historia
W 1980 r. ks. kan. Stanisław Pielasa, ówczesny proboszcz parafii pw. Niepokalanego Serca Najświętszej Maryi Panny w Sokołowie Podlaskim, wybudował drewnianą kaplicę przy obecnej ulicy św. Rocha. Poświęcił ją 6 grudnia 1981 r. biskup siedlecki Jan Mazur. W tej świątyni, dekretem biskupa drohiczyńskiego Władysława Jędruszuka z 3 lipca 1993 r. erygowano parafię Miłosierdzia Bożego. Następnie, 28 sierpnia 1993 r. do świątyni sprowadzono relikwie św. siostry Faustyny i na mocy ogłoszenia biskupów Władysława Jędruszuka i Jana Chrapka podniesiono ją do rangi sanktuarium. 
Dzięki staraniom pierwszego proboszcza, ks. kan. Stanisława Bogusza, zakupiono działkę przy ulicy Oleksiaka Wichury z przeznaczeniem pod nowy kościół. Pozwolenie na budowę parafia uzyskała 30 lipca 1996 r. W dniu 14 grudnia 2004 r. po mszy odprawionej w starym kościele, w uroczystej procesji nastąpiło przeniesienie relikwii św. siostry Faustyny i innych paramentów liturgicznych do nowej świątyni. Konsekracji nowej świątyni 5 października 2008 r. dokonał biskup drohiczyński Antoni Dydycz.

## Miejsca kultu

### Kościół parafialny
Autorami projektu nowego, murowanego kościoła są Anna i Krzysztof Filusiowie z Krakowa oraz Piotr Bielański z Krakowa. Konsultantem i projektantem wnętrza jest prof. Wincenty Kućma, wykładowca Akademii Sztuk Pięknych w Krakowie. 30 lipca 1996 r. Urząd Miasta Sokołowa Podlaskiego wydał pozwolenie na budowę a pierwsze prace budowlane pod nadzorem Franciszka Księżopolskiego rozpoczęto 21 sierpnia. Plac pod budowę poświęcono 21 sierpnia 1997 r. W dniu 24 kwietnia 2000 r. bp. Antoni Dydycz dokonał aktu uroczystego wmurowania kamienia węgielnego, który został poświęcony przez Jana Pawła II 10 czerwca 1999 r. podczas jego wizyty w Drohiczynie. 14 grudnia 2004 r. przeniesiono obraz Miłosierdzia Bożego i relikwie św. Faustyny do nowego kościoła. Uroczystej konsekracji nowej świątyni 5 października 2008 r. dokonał bp Antoni Dydycz.

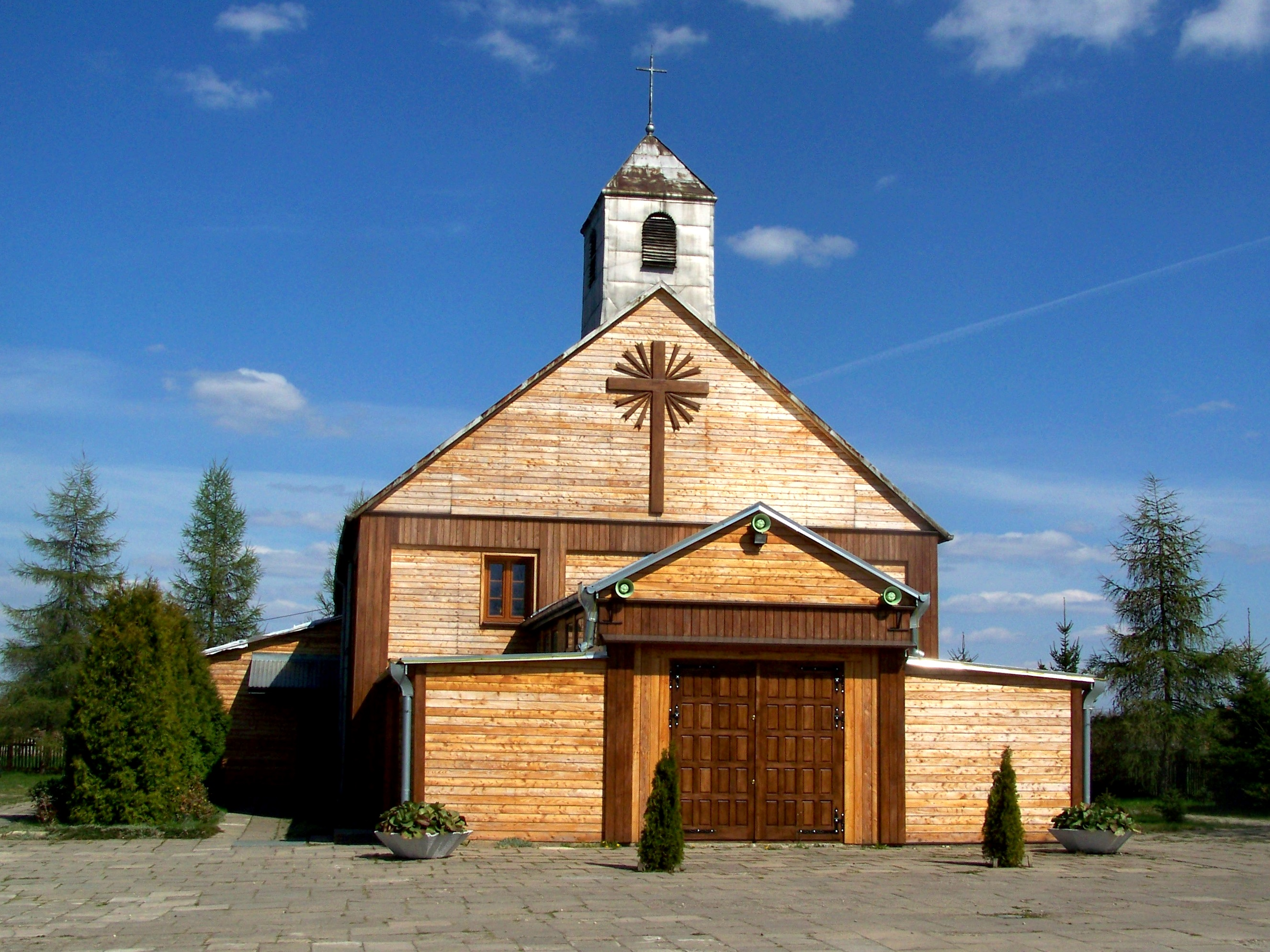
Kaplica tymczasowa

#### Kaplica tymczasowa
Kaplica tymczasowa powstała w 1980 r. Do jej budowy użyto części materiałów (sosnowych bali) pochodzących z rozebranego kościoła św. Rocha z 1820 r., który znajdował się przy ulicy Kosowskiej w Sokołowie. Jednak jest to zupełnie inna budowla, o innej bryle i rzucie niż wspomniany XIX-wieczny kościół św. Rocha. Kaplicę poświęcono 6 grudnia 1981 r. Natomiast 3 lipca 1993 r. erygowano w niej parafię pw. Miłosierdzia Bożego. W dniu konsekracji nowej, murowanej świątyni, bp. Antoni Dydycz nadał kaplicy wezwanie św. Siostry Faustyny. Pomimo tego, prawdopodobnie ze względu na pochodzenie materiałów użytych do budowy oraz to, że znajduje się ona przy ulicy św. Rocha, kaplica nadal jest nazywana kościołem św. Rocha.